# Diane Thomas
Diane Renee Thomas, née le 7 janvier 1946 dans le Michigan et morte le 21 octobre 1985 à Los Angeles, est une scénariste américaine.

## Biographie
Diane Thomas travaillait comme serveuse quand elle a rencontré Michael Douglas qui mangeait dans le restaurant. Elle lui soumit alors l'idée du script d'À la poursuite du diamant vert, qui lui plut tellement qu'il décida lui-même de produire le film. Par la suite, Michael Douglas lui offrit une Porsche.
Elle meurt à 39 ans dans un accident de la route dans sa porsche conduite par un ami. Peu avant sa mort elle travaillait sur le scénario d'une suite d'Indiana Jones.
Le prix  Diane Thomas Screenwriting Awards a été créé en son honneur.

## Filmographie
- 1977 : Game Show Models
- 1984 : À la poursuite du diamant vert (Romancing the Stone) de Robert Zemeckis
- 1985 : Le Diamant du Nil (personnages)

## Nominations
- 1985 : Writers Guild of America pour À la poursuite du diamant vert